# Dictyna coloradensis
Dictyna coloradensis är en spindelart som beskrevs av Chamberlin 1919. Dictyna coloradensis ingår i släktet Dictyna och familjen kardarspindlar. Inga underarter finns listade i Catalogue of Life.